# Pere d'Ambuesa
Pere d'Ambuesa va ser un arquitecte actiu en la primera meitat del segle xvii a la ciutat de València. Pertany a una família de pedrapiquers d'origen francés, dins de la qual hi eren també el seu pare Joan d'Ambuessa i Joan Cambra.
Va intervenir en obres de relleu de l'àmbit valencià i aragonés, com ara el monestir de Sant Miquel dels Reis de València, l'església parroquial i el convent del Carme de Rubiols de Mora (Terol) i les esglésies parroquials valencianes de Llíria i Ademús.